# Escola Residencial Indígena Kamloops
A Escola Residencial Indígena Kamloops (em inglês: Kamloops Indian Residential School) fazia parte do sistema de escolas residenciais indianas canadenses. Localizada em Kamloops, Colúmbia Britânica, já foi a maior escola residencial do Canadá, com o pico de matrículas chegando a 500 na década de 1950.
A escola foi fundada em 1890 e funcionou até 1969, quando foi adquirida pela Igreja Católica para ser usada como residência de day school. Fechou em 1978. O prédio da escola ainda existe e está localizado na Primeira Nação de Tk'emlúps te Secwépemc.:14 Em maio de 2021, os restos mortais de 215 crianças enterradas em uma vala comum foram encontrados no local.

## Descoberta de vala comum
Em maio de 2021, os restos mortais de 215 crianças, algumas com apenas três anos, foram encontrados no local da escola com a ajuda de um especialista em radar de penetração no solo. Há muito tempo havia rumores de sepulturas sem identificação em escolas residenciais, mas nenhuma havia sido descoberta anteriormente.Tk'emlúps te Secwépemc A chefe da Primeira Nação, Rosanne Casimir, disse que a descoberta representava "uma perda impensável... nunca documentada pelos administradores da escola", e que o trabalho estava em andamento para determinar se o Museu Real da Colúmbia Britânica detém registros relevantes. Ela também disse que a varredura do radar ainda não foi concluída e ela espera que novas descobertas sejam feitas. O Centro Nacional para a Verdade e Reconciliação divulgou até agora o reconhecimento oficial de cerca de 51 estudantes que morreram. Suas datas de morte variam de 1919 a 1964. A pesquisa de radar contínua sugere que a investigação está em andamento.
Um líder indígena provincial disse em maio de 2021 que havia planos para que especialistas forenses exumassem, identificassem e repatriassem os restos mortais das crianças da escola.

### Reações

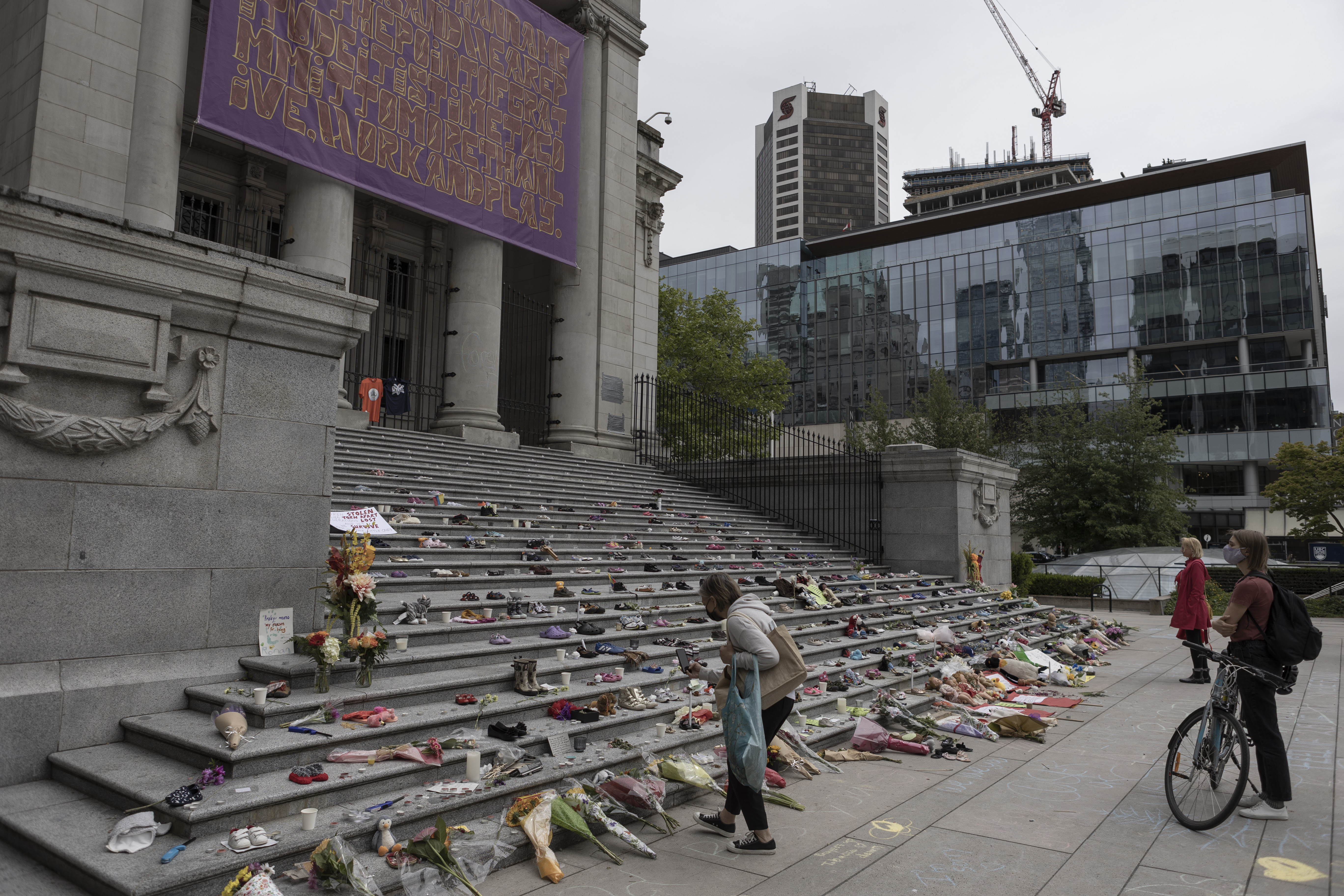
Pessoas colocam flores e sapatos infantis em um memorial em Vancouver em 30 de maio de 2021

Em uma declaração divulgada pela Autoridade de Saúde das Primeiras Nações, o CEO Richard Jock disse: "O fato de esta situação existir, infelizmente, não é uma surpresa e ilustra os impactos prejudiciais e duradouros que o sistema escolar residencial continua a ter sobre as pessoas das Primeiras Nações, suas famílias e comunidades. " O primeiro-ministro da Colúmbia Britânica, John Horgan, disse que ficou "horrorizado e com o coração partido" com a descoberta e que apoiou mais esforços para trazer à luz "toda a extensão dessa perda". O Ministro Federal dos Serviços Indígenas, Marc Miller, também ofereceu seu apoio.  O primeiro-ministro Justin Trudeau classificou a descoberta como "comovente" no dia do anúncio e, em 30 de maio, ordenou que as bandeiras em prédios federais fossem hasteadas a meio mastro até novo aviso. Outros meios-mastros incluíam bandeiras nas legislaturas de BC e Manitoba, bem como municípios individuais, como Ottawa, Montreal, Edmonton, Mississauga, Brampton e Toronto, que também ordenou que o sinal 3D Toronto escurecesse por 215 horas.
Angela White, diretora-executiva da Indian Residential School Survivors Society, também pediu ao governo federal canadense e à Igreja Católica que tomem medidas e se responsabilizem pelos esforços de reconciliação, afirmando: "Reconciliação não significa nada se não houver ação em relação a essas palavras ... desejos e orações só vão até certo ponto. Se quisermos realmente criar avanços positivos, é necessário que haja essa capacidade de continuar o trabalho, como a Sociedade de Sobreviventes de Escolas Residenciais Indianas, de uma forma significativa."
Inspirado por um memorial comunitário na Galeria de Arte de Vancouver, que distribuiu 215 pares de calçados infantis em fileiras. Memoriais semelhantes foram criados em todo o Canadá, inclusive em frente a prédios do governo e igrejas que administravam o sistema escolar residencial. No Ontario Legislative Building, a segurança inicialmente ordenou que os sapatos fossem removidos antes de concordar. A Nação Anishinabek tuitou em apoio a chamadas de mídia social para colocar ursos de pelúcia nas varandas em 31 de maio, semelhante ao que foi feito após o acidente de ônibus do Humboldt Broncos em 2018 com tacos de hóquei. Outra campanha popular convocou as pessoas a usar laranja em 31 de maio.